# 马哈巴德

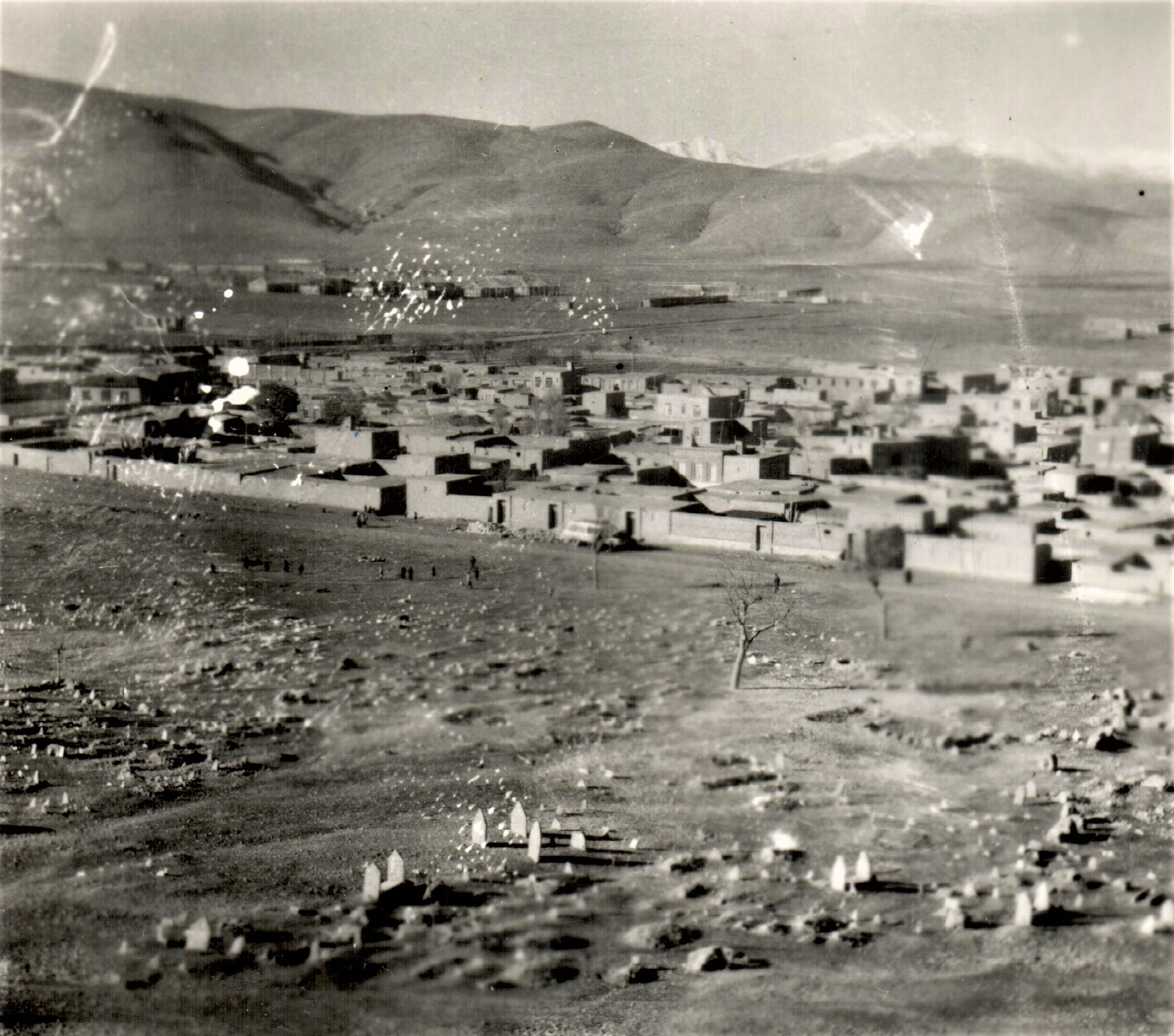
马哈巴德 (1959)

马哈巴德（：‎，波斯語：‎）是伊朗西北部西阿塞拜疆省一座库尔德人城市，位于乌尔米耶湖南部的一个山谷中。该城是伊朗库尔德民族主义运动的中心之一，1946年曾经建立过短暂的马哈巴德共和国。

## 地名
马哈巴德为巴列维王朝时期在第一次世界大战后所改的名字，原名萨沃季波拉赫（Savojbolagh，Sāvojbolāḡ），来自突厥语的soghuk bulak（意为“冷泉”，比较土耳其语和阿塞拜疆语‎）。库尔德语中则将萨沃季波拉赫称为萨卜拉赫（Sablagh，Sāblāḡ）。

## 历史
萨沃季波拉赫最早见于16世纪的萨法维王朝时期。曾是库尔德人地方政权穆克里埃米尔国的首都，在萨法维和奥斯曼帝国之间反复易手。
1946年1月22日至12月15日间，当地库尔德人曾经在此建立过短命的马哈巴德共和国。